# Bondrea
Bondrea – wieś w Rumunii, w okręgu Aluta, w gminie Cezieni. W 2011 roku liczyła 222 mieszkańców.